# Falmey
Falmey (auch: Falmèye) ist eine Landgemeinde und der Hauptort des gleichnamigen Departements Falmey in Niger.

## Geographie
Falmey liegt in der Großlandschaft Sudan an den Mündungen des Dallol Bosso und der Mékrou in den Fluss Niger. Die Gemeinde grenzt im Süden an den Nachbarstaat Benin. Die Nachbargemeinden in Niger sind Fabidji im Norden, Gollé, Guilladjé und Sambéra im Osten sowie Kirtachi im Westen. Südwestlich von Falmey erstreckt sich die Weltnaturerbestätte Nationalpark W.
Bei den Siedlungen im Gemeindegebiet handelt es sich um 52 Dörfer, 102 Weiler und 10 Lager. Der Hauptort der Landgemeinde ist das Dorf Falmey. Direkt am Fluss Niger liegen die Dörfer Bombodji, Bossia, Boumba, Brigambou, Djabou Kiria, Karey Kopto und Kouassi.
Bis auf zwei kleine Abschnitte im Nordosten und Nordwesten gehört die Gemeinde zum Dosso-Reservat, einem 306.500 Hektar großen Naturschutzgebiet, das 1962 als Pufferzone zum Nationalpark W eingerichtet wurde.

## Geschichte
Der Ortsname Falmey kommt aus der Sprache Zarma und bezeichnet die Baumart Daniellia oliveri.
Die 374 Kilometer lange Piste von Gaya über Niamey nach Tillabéri, die durch Falmey führte, galt in den 1920er Jahren als einer der Hauptverkehrswege in der damaligen französischen Kolonie Niger.
Im Jahr 1964 gliederte eine Verwaltungsreform Niger in sieben Departements, die Vorgänger der späteren Regionen, und 32 Arrondissements, die Vorgänger der späteren Departements. Falmey wurde dem neu geschaffenen Arrondissement Boboye zugeschlagen, erhielt jedoch den Status eines Verwaltungspostens (poste administratif) im Gebiet des Arrondissements. Verwaltungsposten waren besondere Gebietseinheiten eine Ebene unterhalb von Arrondissements, die als eine Art Vorstufe zu einer späteren Umwandlung in ein eigenes Arrondissement galten. Die bisherigen Arrondissements Nigers wurden 1998 in Departements umgewandelt. Der Verwaltungsposten von Falmey wurde 2011 aus dem Departement Boboye herausgelöst und zum Departement Falmey erhoben.

## Bevölkerung
Bei der Volkszählung 2012 hatte die Landgemeinde 75.115 Einwohner, die in 9343 Haushalten lebten. Bei der Volkszählung 2001 betrug die Einwohnerzahl 56.650 in 7446 Haushalten.
Im Hauptort lebten bei der Volkszählung 2012 6394 Einwohner in 905 Haushalten, bei der Volkszählung 2001 4467 in 587 Haushalten und bei der Volkszählung 1988 1157 in 153 Haushalten.
In ethnischer Hinsicht ist die Gemeinde ein Siedlungsgebiet von Zarma und Fulbe.

## Politik
Der Gemeinderat (conseil municipal) hat 20 gewählte Mitglieder. Mit den Kommunalwahlen 2020 sind die Sitze im Gemeinderat wie folgt verteilt: 13 PNDS-Tarayya, 6 ANDP-Zaman Lahiya und 1 MCD-Jarumin Talakawa.
Jeweils ein traditioneller Ortsvorsteher (chef traditionnel) steht an der Spitze von 37 Dörfern in der Gemeinde, darunter dem Hauptort.

## Wirtschaft und Infrastruktur
Die Gemeinde liegt in einer Zone, in der Regenfeldbau betrieben wird. Wochenmärkte werden im Hauptort und im Dorf Boumba abgehalten. Im Dorf Malam Koira gibt es einen Viehmarkt. Der Markttag ist Freitag. Das staatliche Versorgungszentrum für landwirtschaftliche Betriebsmittel und Materialien (CAIMA) unterhält eine Verkaufsstelle im Hauptort. Die Niederschlagsmessstation im Hauptort liegt auf 185 m Höhe und wurde 1977 in Betrieb genommen.
Gesundheitszentren des Typs Centre de Santé Intégré (CSI) sind im Hauptort sowie in den Siedlungen Bélandé Djerma, Bossia, Kotaki, Kouassi, Saboula und Tonkossarey Zarma vorhanden. Die Gesundheitszentren im Hauptort und in Bélandé Djerma verfügen jeweils über ein eigenes Labor und eine Entbindungsstation. Der CEG Falmey ist eine allgemein bildende Schule der Sekundarstufe des Typs Collège d’Enseignement Général (CEG). Der Collège d’Enseignement Technique de Falmey (CET Falmey) ist eine technische Fachschule. Das Berufsausbildungszentrum Centre de Formation aux Métiers de Falmey (CFM Falmey) bietet einen Lehrgang in Schneiderei an. Beim Centre de Formation aux Métiers de Bélandé (CFM Bélandé) handelt es sich um ein weiteres Berufsausbildungszentrum im Gemeindegebiet.

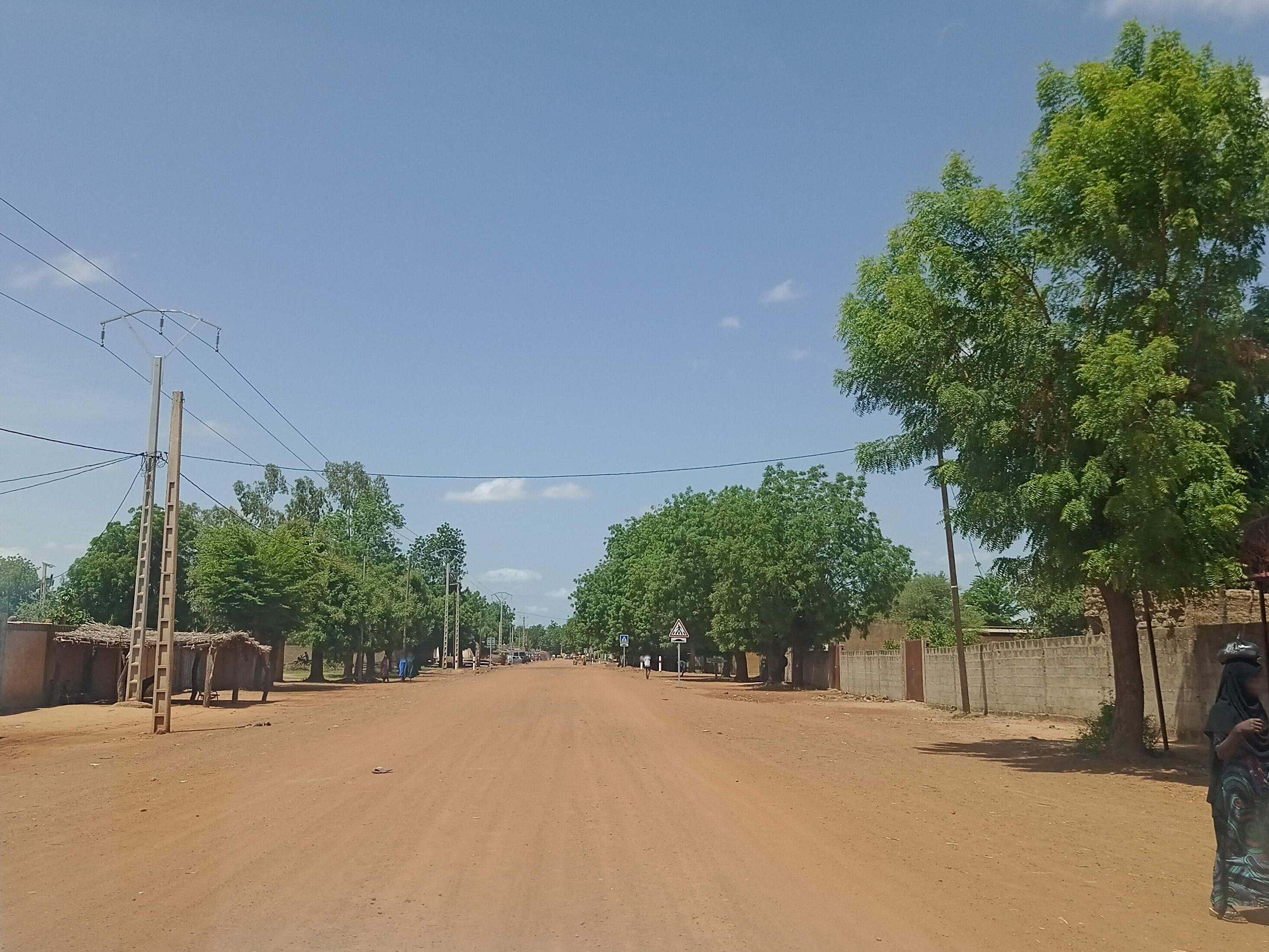
Nationalstraße 35 im Hauptort Falmey (2023)

Durch die Gemeinde, unter anderem durch den Hauptort, führt die Nationalstraße 35 zwischen Gaya und Winditane. Das Dorf Boumba ist über die Route 321 mit der Nationalstraße 35 verbunden.

## Persönlichkeiten
- Marou Amadou (* 1972), Jurist, Politiker und Diplomat, Justiz- und Außenminister Nigers
- Hama Hima Souley (* 1959), Unternehmer und Sportfunktionär